# Anka
Anka je žensko osebno ime.

## Izvor imena
Ime Anka je različoca ženskega osebnega imena Ana.

## Pogostost imena
Po podatkih Statističnega urada Republike Slovenije je bilo na dan 31. decembra 2007 v Sloveniji število ženskih oseb z imenom Anka: 985. Med vsemi ženskimi imeni pa je ime Anka po pogostosti uporabe uvrščeno na 184. mesto.

## Osebni praznik
V koledarju je ime Anka zapisano skupaj z imenom Ana.